# Arnold Crüwell
Arnold Crüwell (* 23. November 1847 in Bielefeld; † 14. Juni 1935 ebenda) war ein deutscher Unternehmer.

## Leben
Crüwell arbeitete seit 1864 in der Tabakfirma Gebr. Crüwell, deren Teilhaber er 1879 wurde. Unter seiner Leitung entwickelte sie sich zu einem der größten Tabakbetriebe im Deutschen Reich.
Von 1887 bis 1891 war er Mitglied der Bielefelder Stadtverordnetenversammlung.
Die Stadt Bielefeld benannte nach ihm eine Straße.